# وجه‌الله خدمتگزار
وجه‌الله خدمتگزار (زاده ۱۳۳۸)، استاندار استان خراسان جنوبی در دولت یازدهم بود. وی دارای لیسانس عمران از دانشگاه فردوسی و فوق‌لیسانس مدیریت است. وی دوره‌های قضایی و حقوق را نیز طی کرده است و در حال حاضر رئيس مركز مديريت عملكرد و بازرسی وزارت كشور می‌باشد و در انتخابات سال ۹۶ رئيس هيات بازرسی انتخابات كشور بوده‌است.
وی پیش از این، فرماندار کرج و معاون استاندار تهران، معاون بهزیستی کشور، مدیرکل ثبت احوال خراسان بزرگ و فرماندار قوچان و ناظر پروژه تونل توحید تهران و شهردار کرج بوده‌است.
پیش از وی به ترتیب ابراهیم رضایی بابادی، صولت مرتضوی و قهرمان رشید استاندار خراسان جنوبی بودند.
به گفتهٔ عبدالرضا رحمانی‌فضلی، وزیر کشور، وجه‌الله خدمتگزار همکلاسی و رفیق دوران انقلاب و مبارزات وی بوده است.

## سوابق اجرایی
- دادستان انقلاب اسلامی شهرستان‌های قوچان و درگز و دادیار دادسرای انقلاب اسلامی گرگان
- اشتغال در جهاد سازندگی
- فرماندار شهرستان قوچان
- مدیرکل ثبت احوال خراسان در دوران دولت رفسنجانی
- معاون طرح و برنامه سازمان بهزیستی کشور
- معاون مشارکت‌های مردمی و حقوقی سازمان بهزیستی کشور
- معاون پشتیبانی سازمان بهزیستی کشور
- مدیر نمونه ملی در وزارت درمان و آموزش پزشکی
- معاون استاندار تهران
- فرماندار کرج در دوران اصلاحات
- مشاور فنی شهرداری تهران
- معاون هماهنگی، اجرایی و هماهنگی سازمان حمل و نقل و ترافیک
- مدیر پروژه تونل توحید شهرداری تهران[۱]